# جون كير (سياسي أسترالي)
جون كير (بالإنجليزية: John Kerr)‏ هو محامي وقاضي وسياسي أسترالي، ولد في 24 سبتمبر 1914 بسيدني في أستراليا، وتوفي بنفس المكان في 24 مارس 1991. حزبياً، نشط في حزب العمال الأسترالي. وقد انتخب عضو مجلس الشورى البريطاني وانتخب Lieutenant-Governor of New South Wales ‏ (16 مايو 1973 – 27 مايو 1974) وانتخب الحكام العامون لأستراليا (11 يوليو 1974 – 8 ديسمبر 1977).